# Save Me (film, 2007)
Pour les articles homonymes, voir Save Me.
Pour plus de détails, voir Fiche technique et Distribution.
Save Me est un film américain réalisé par Robert Cary, sorti en 2007.

## Synopsis
À la suite d'une overdose, Mark, homosexuel, est forcé par sa famille de suivre un programme pour lutter contre son homosexualité. Il se retrouve à « Genesis House » sous la garde de Gayle et de son mari Ted. Il fait la connaissance d'autres membres du programme, dont Scott, qui lutte contre des problèmes familiaux. 

## Fiche technique
- Titre : Save Me
- Réalisation : Robert Cary
- Scénario : Robert Desiderio, Craig Chester et Alan Hines
- Musique : Jeff Cardoni
- Photographie : Rodney Taylor
- Montage : Phillip J. Bartell
- Production : Chad Allen, Robert Gant, Herb Hamsher, Judith Light et Christopher Racster
- Société de production : Mythgarden, Garbus Kroupa Entertainment et Tao Management & Tetrahedron Productions
- Société de distribution : First Run Features (États-Unis)
- Pays de production :  États-Unis
- Genre : Drame et romance
- Durée : 96 minutes
- Dates de sortie : 
  - États-Unis : 21 janvier 2007 (festival du film de Sundance)
  - France : 15 octobre 2009

## Distribution
- Jeremy Glazer : Trey
- Chad Allen : Mark
- David Petruzzi : Dustin
- Arron Shiver : Jude
- Colin Jones : Randall
- Stephen Lang : Ted
- Judith Light : Gayle
- William Dennis Hurley : Bill
- Robert Gant : Scott
- Robert Baker : Lester
- Ross Kelly : Adam
- Paul Scallan : Paul
- Carmen Morales : Lydia
- Forrest Fyre : Dr. Wilson
- Greg Serano : Hector
- Marc Miles : le pasteur Thompson
- Kevin Wiggins : M. Andrews
- Mary Evans : Mme. Andrews
- Hunter Krestan : John
- Carmen Serano : Anna
- Sam Gill : Jeff